# Барковский, Владимир Филиппович
Владимир Филиппович Барковский (24 января 1923, Саратов — 31 декабря 1984, Свердловск) — советский химик, специалист в области аналитической химии, кандидат химических наук (1953), профессор (1976).

## Биография
Родился 24 января 1923 года в Саратове.
В июле 1941 г. призван в армию и после окончания артиллерийского училища воевал в должности командира батареи, старший лейтенант. Служил в составе 380 опаб 152 УР 48-й армии 3-го Белорусского фронта. В 1944 г. был тяжело ранен и в январе 1945 г. демобилизован.
В 1945 году поступил на химический факультет Саратовского университета и в 1950 г. окончил его по специальности органическая химия.
После защиты кандидатской диссертации переехал в Свердловск и работал до 1955 г. в Горном институте (ассистент, затем доцент). С 1956 г. — доцент кафедры аналитической химии Уральского государственного университета (УрГУ), с 1959 г. — и. о. заведующего, а с 1960 г. — заведующий кафедрой аналитической химии, которой руководил до февраля 1981 г., когда состояние здоровья заставило его оставить эту должность.
Скончался 31 декабря 1984 года, похоронен на Сибирском кладбище Екатеринбурга.
Награждён двумя орденами Отечественной войны II степени (23.06.1945; …) и двумя орденами Трудового Красного Знамени.

## Научная деятельность
Основным научным направлением кафедры аналитической химии УрГУ в тот период, когда её возглавлял В. Ф. Барковский, было углубление основ и внедрение в практику заводских и научно-исследовательских аналитических лабораторий метода дифференциальной спектрофотометрии.
В. Ф. Барковским и его учениками разработаны экспрессные методы анализа ряда металлов в сплавах, рудах и химических соединениях, нашедшие применение на машиностроительных заводах Урала.

## Педагогическая деятельность
Под руководством В. Ф. Барковского защищено 13 кандидатских диссертаций, посвященных как использованию различных органических реагентов в анализе, так и исследованиям в области химии гетерополисоединений в водных растворах, а также изучению их сорбционных свойств. Много сил В. Ф. Барковский отдавал проведению Уральских конференций по аналитической химии. Под его руководством на кафедре аналитической химии одновременно с МГУ в общий практикум были введены физико-химические методы анализа, разработана концепция двухуровневого преподавания аналитической химии.